# 温得和克宣言
《温得和克宣言》（英語：Windhoek Declaration），于1991年4月29日至5月3日联合国在纳米比亚首都温得和克举行的联合国教科文组织会议“促进独立和多元化的非洲新闻”研讨会上发表。呼吁“建立一个独立、多元和自由的新闻自由”，作为“民主和经济发展的基石”。其他发展中国家也起草几份类似的文件：中亚的《阿拉木图宣言 (1978年)》、中东的《萨那宣言》以及拉丁美洲和加勒比地区的《圣地亚哥宣言》。在《温得和克宣言》十周年之际，联合国的庆祝声明指出，面对政治暴力或威权主义，新闻自由是脆弱的。

## 宣言全文
我们作为联合国和联合国教育、科学及文化组织于1991年4月29日至5月3日在纳米比亚温得和克举办的促进非洲报刊和多元专题研讨会的与会者，
　　回顾《世界人权宣言》，
　　回顾申明新闻自由为一项基本人权的大会1946年12月14日第59(I)号决议和大会1990年12月11日关于新闻要为人类服务的第45/76A号决议，
　　回顾教科文组织1989年大会第25C/104号决议，该决议的主要重点是促进“在各国之间和本国内部通过文字和图象自由传播思想”，
　　赞赏地注意到联合国新闻事务副秘书长和教科文组织交流、新闻和信息部门助理总干事在研讨会开幕式上的发官，
　　对联合国和教科文组织安排本次研讨会表示诚挚谢意，
　　对协助联合国和教科文组织举办本研讨会的所有政府间、政府和非政府机构和组织，特别是对联合国开发计划署，也表示诚挚谢意，
　　感谢纳米比亚共和国政府和人民热情好客，促进了本研讨会的成功。
1. 根据《世界人权宣言》第19条的规定，建立、维护并促进独立、多元和自由报刊是发展和维护一囯民主与经济发展的必要条件。
　　2. 我们所讲的独立报刊指的是，报刊不受政府、政治或经济控制，也不受编写和分发报纸、杂志和期刊所需的材料和基础设施的限制。
　　3. 我们所讲的多元报刊指的是，打破任何种类的垄断，并通过尽量多的报纸、杂志和期刊，反映最广泛的社会言论。
　　4. 越来越多的非洲国家目前正朝多党民主制努力，这些令人欢迎的变化表明，可能会出现独立和多元的报刊。
　　5. 走向民主、新闻自由和言论自由的世界潮流是对实现人类愿望的极大贡献。
　　6. 目前，在非洲，尽管一些国家出现了积极的事态发展，但在诸多国家中，记者、编辑和发行人受到迫害，遭到谋杀、逮捕、拘留和新闻检查，并因受到经济和政治压力而受掣肘，例如新闻用纸受到限制，许可证制度限制了出版机会，记者因受签证限制而不能自由流动，新闻资讯交流受到限制，在国内外发行报纸受到限制等。有些一党制国家完全控制了新闻。
　　7. 今天，在非洲，至少有17位记者、编辑或发行人身系囹圄，1969年至1990年期间，共有48名非洲记者以身殉职。
　　8. 联合国大会下届会议应在议程中列入一项目，宣布新闻检查是须由人权委员会审查的粗暴侵犯人权行为。
　　9. 应鼓励非洲国家在宪法中保障新闻自由和结社自由。
　　10. 为鼓励和巩固非洲发生的积极变化，并为对付消极事态，国际社会，尤其是各国际组织（政府间组织和非政府组织）、各开发机构和专业社团，应重点资助发展和建立能反映整个社会情况和所处社会各种不同观点的非政府报纸、杂志和期刊。
　　11. 在此方面的所有资金都应用来鼓励多元化和独立性。因此，只有在当局保障新闻和言论享有宪法规定的有效自由和保障报刊独立的情况下，才应资助公营新闻媒介。
　　12. 为维护上述自由，在现在尚无真正独立和具有代表性的记者社团、机构或工会以及编辑和发行人协会的所有非洲国家中，应优先设立这类社团。
　　13. 各非洲国家应制订国家新闻和劳资关系法，确保这些具有代表性的社团能维持下去，并确保其能完成捍卫报刊自由的重要任务。
　　14. 为表明诚意，非洲各国政府应立即释放因从事专业活动而遭囚禁的记者。被迫离开祖国的记者应能自由回国恢复其专业活动。
　　15. 应鼓励和支持非洲各发行人之间的合作以及南、北发行人之间的合作（例如通过配对合作）。
　　16. 联合国和教科文组织(特别是国际交流发展计划）应即刻与各政府间（尤其是开发计划署）和非政府捐助机构、有关非政府组织和各专业团体合作，仔细研究以下具体领域：
　　（1）找出妨碍建立新闻网点的经济障碍，如对新闻纸、印刷设备、制版和文字处理机等物品征收限制性进口税、关税和规定配额，并征收报纸税，以此作为取缔报纸的前奏等；
　　（2）培训记者和管理人员，并设立专业训练机构和课程；
　　（3）妨碍记者、编辑和发行人工会或协会得到承认及其有效运转的法律障碍；
　　（4）记录各发展机构以及其他机构提供的资金情况、供资条件和申请资金的方法；
　　（5）非洲各国的报刊自由状况。
　　17. 鉴于无线电广播和电视在新闻资讯领域的重要性，请联合国和教科文组织建议联大和教科文大会举行非洲各无线电广播电台和电视台记者和管理人员的类似研讨会，探讨对这些新闻机构应用类似的独立和多元概念的可能性。
　　18. 国际社会应促进执行并实现本《宣言》附件载述的各项措施和项目。
　　19. 联合国秘书长应向联合国大会提交本《宣言》，教科文组织总干事应向教科文大会提交本《宣言》。

## 世界新闻自由日
根据教科文组织大会的提议，联合国大会1993年12月20日第48/432号决议宣布将《温得和克宣言》通过的日子——5月3日设立为“世界新闻自由日”。
世界新闻自由日为促进以下工作提供了一个契机：
- 宣扬新闻自由的基本原则
- 评估全球新闻自由状况
- 保护传播媒体的独立性不受侵袭
- 向失去生命的記者致敬。

## 象征意义
宣言精辟地描述了1980年代后期非洲独立记者的状况，并确定了在非洲建立和发展独立、自由和多元化新闻的必要条件。这项声明是对非洲印刷媒体所面临问题的长期和坦率看法的产物，并列举了整个非洲使用恐怖主义、监禁和审查的例子。《宣言》坚信新闻业的完全独立与参与性民主的成功之间的联系，呼吁全世界新闻自由、独立和多元化。《宣言》还强调，新闻自由对民主不可或缺，是一项基本人权。研讨会与会者还强调了非洲记者面临的实际问题，特别是与获得最新设备、公司内部合作和提供适当培训有关的问题。